# السلام (القصاصين)
السلام إحدى قرى مركز القصاصين التابع لمحافظة الإسماعيلية بجمهورية مصر العربية.